# Montemurro
Montemurro község (comune) Olaszország Basilicata régiójában, Potenza megyében.

## Fekvése
A település egy, az Agri folyó völgyére néző domb tetejére épült. Határai: Armento, Corleto Perticara, Grumento Nova, San Martino d’Agri, Spinoso és Viggiano.

## Története
A települést a 11. század elején alapították Castrum Montis Murri néven a  Grumentumból áttelepedő lakosok. A középkor során hűbéri birtok volt.

## Népessége
A népesség számának alakulása:

## Főbb látnivalói
- Santa Maria Assunta-templom (1635)
- Santa Maria del Soccorso-templom
- San Rocco-templom